# Any Ortiz
Any Machado Ortiz (Canoas, 19 de outubro de 1983), é uma advogada e política brasileira. Exerce atualmente seu primeiro mandato como deputada federal, após exercer dois mandatos como deputada estadual do Rio Grande do Sul. Filiada ao Cidadania desde 2011, ela é membro titular do Diretório Nacional e membro suplente da Executiva Nacional da sigla. Com relação à prefeitura de Porto Alegre, foi apoiadora do governo de José Fortunati (PDT) e de José Ivo Sartori (MDB). Atualmente, apoia a prefeitura de Sebastião Melo (MDB) e o governo estadual de Eduardo Leite (PSDB).

## Biografia
Any é filha de Ernesto Ortiz Romacho, ex-prefeito de Palmares do Sul, sobrinha de Antônio Ortiz Romacho, diretor da Associação Gaúcha de Supermercados (AGAS), e neta de Asunción Romacho Garcia Ortiz, fundadora da Rede Asun de supermercados. Formou-se em direito pela Pontifícia Universidade Católica do Rio Grande do Sul (PUC-RS). Antes de iniciar sua carreira política, realizou trabalhos voluntários em comunidades carentes e participou de um grêmio estudantil.
Em 2008, concorreu, sem sucesso, a vereadora de Porto Alegre pelo Partido da Social Democracia Brasileira (PSDB). Em 2010, concorreu a deputada estadual pelo PSDB, sem êxito. Any foi assessora do então deputado estadual Luciano Azevedo (PPS) na Assembleia Legislativa do Rio Grande do Sul; ele foi uma influência política para ela e possivelmente contribuiu para que ela fosse para o Partido Popular Socialista (PPS).
Nas eleições municipais de 2012, foi eleita vereadora de Porto Alegre, pelo antigo Partido Popular Socialista (PPS), com 5.940 votos. Na Câmara Municipal da capital, foi líder da bancada do seu partido, segunda secretária da mesa diretora, presidente da Escola do Legislativo e vice-presidente da Comissão de Defesa do Consumidor, Direitos Humanos e Segurança Urbana. Any também integrou a Comissão de Educação, Cultura, Esporte e Juventude, a frente parlamentar para criação de bairros e a que combate maus tratos contra os animais.

### Deputada estadual
Any foi eleita deputada estadual na eleição de 2014, sendo a única pela bancada do PPS. Durante o governo estadual de José Ivo Sartori (PMDB), Any votou contra o aumento do ICMS e a favor nas pautas de privatizações, de aprovação da lei de Responsabilidade Estadual, de extinção de fundações e de adesão ao Regime de Recuperação Fiscal (RRF). Um dos principais projetos propostos por Any foi o fim da pensão vitalícia para futuros ex-governadores do RS, aprovado por unanimidade em dezembro de 2015.
Any foi reeleita deputada estadual na eleição de 2018, com 94.904 votos (1,64%), sendo a 3.ª pessoa mais votada, a mulher mais votada e novamente a única da bancada do PPS no estado. Durante o governo estadual de Eduardo Leite (PSDB), Any votou a favor do Novo Código Ambiental e das reformas no funcionalismo público. Em agosto de 2019, foi aprovado um projeto, inspirado numa proposta de Any, que acaba com a aposentadoria especial para deputados estaduais.
No segundo turno presidencial de 2018, explicou que apesar do Diretório Nacional do seu partido ter deliberado pela neutralidade, ela considerava necessário apoiar Jair Bolsonaro (PSL) contra Fernando Haddad (PT), devido a todo o histórico de políticos presos do PT. Apesar do Cidadania (novo nome do PPS) se declarar como oposição ao Governo Bolsonaro, Any diz ter se emocionado durante a posse do presidente ao lado da primeira-dama. Em maio de 2019, Any compareceu a um ato de apoio ao presidente e às novas reformas. Quando o ex-Ministro Sergio Moro rompeu com o governo em abril de 2020, Any posicionou-se favorável a Moro.

### Candidatura à prefeitura de Porto Alegre
Em setembro de 2019, Any anunciou sua pré-candidatura a prefeita de Porto Alegre e em agosto de 2020 desistiu, declarando apoio a Sebastião Melo (MDB). Caracterizou como negativo o fato de Manuela d'Ávila, candidata adversária de Melo no segundo turno, ser do Partido Comunista do Brasil (PCdoB), apesar do Cidadania ter estado como vice na chapa de Manuela em 2008 e de ser um dos partidos apoiadores do governo maranhense de Flávio Dino (PCdoB).
Em janeiro de 2021, enquanto o senador Alessandro Vieira (Cidadania/SE) combatia o governo federal por esse incentivar o uso de medicamentos sem eficácia comprovada para a COVID-19, o prefeito eleito e apoiado por Any distribuía kits com os mesmos medicamentos. Em fevereiro, o Diretório Nacional do Cidadania, o qual Any também faz parte, aprovou um indicativo de impeachment do presidente Bolsonaro, mas Any ainda não se manifestou publicamente sobre o assunto.

## Desempenho eleitoral
| Ano  | Eleição                       | Cargo             | Partido   | Coligação proporcional                     | Votos           | Resultado | Resultado                                                        | Suplentes                                                        |
| ---- | ----------------------------- | ----------------- | --------- | ------------------------------------------ | --------------- | --------- | ---------------------------------------------------------------- | ---------------------------------------------------------------- |
| 2008 | Municipal de Porto Alegre     | Vereadora         | PSDB      | sem coligação                              | 1.436 (0,19%)   | Suplente  | 109ª pessoa mais votada, 9ª colocada da legenda e 7ª suplente    | 109ª pessoa mais votada, 9ª colocada da legenda e 7ª suplente    |
| 2010 | Estadual do Rio Grande do Sul | Deputada Estadual | PSDB      | PSDB / PPS / PRB / PSL / PSC / PHS / PTdoB | 6.930 (0,11%)   | Suplente  | 197ª pessoa mais votada, 29ª da coligação, 25ª pessoa do partido | 197ª pessoa mais votada, 29ª da coligação, 25ª pessoa do partido |
| 2012 | Municipal de Porto Alegre     | Vereadora         | PPS       | PPS / DEM / PMN                            | 5.940 (0,79%)   | Eleita    | 24ª pessoa eleita mais votada                                    | Dinho (DEM), Paulinho Rubem Berta (PPS)                          |
| 2014 | Estadual do Rio Grande do Sul | Deputada Estadual | PPS       | PPS / PSB                                  | 22.553 (0,37%)  | Eleita    | 85ª pessoa mais votada, 4ª da coligação                          | Catarina Paladini (PSB), Paulo Odone (PPS)                       |
| 2018 | Estadual do Rio Grande do Sul | Deputada Estadual | PPS       | PPS / PSDB / PHS / REDE                    | 94.904 (1,64%)  | Reeleita  | mulher mais votada e 3ª pessoa mais votada                       | Faisal Karam (PSDB), Adilson Troca (PSDB)                        |
| 2022 | Estadual do Rio Grande do Sul | Deputada Federal  | Cidadania | Federação PSDB Cidadania                   | 119.039 (1,94%) | Eleita    | 3ª mulher mais votada e 12ª pessoa mais votada                   | Nelson Marchezan Júnior (PSDB), Marisol Santos (PSDB)            |